# Вулька-Заленська (Груєцький повіт)
Вулька-Заленська (пол. Wólka Załęska) — село в Польщі, у гміні Пневи Груєцького повіту Мазовецького воєводства.
Населення — 73 особи (2011).
У 1975-1998 роках село належало до Радомського воєводства.

## Демографія
Демографічна структура станом на 31 березня 2011 року:
|          | Загалом | Допрацездатний вік | Працездатний вік | Постпрацездатний вік |
| -------- | ------- | ------------------ | ---------------- | -------------------- |
| Чоловіки | 34      | 7                  | 26               | 1                    |
| Жінки    | 39      | 9                  | 22               | 8                    |
| Разом    | 73      | 16                 | 48               | 9                    |